# Tetrosomus reipublicae
A Tetrosomus reipublicae a sugarasúszójú halak (Actinopterygii) osztályának gömbhalalakúak (Tetraodontiformes) rendjébe, ezen belül a bőröndhalfélék (Ostraciidae) családjába tartozó faj.

## Előfordulása
A Tetrosomus reipublicae elterjedési területe a Csendes-óceán nyugati része és az Indiai-óceán. Ez a hal megtalálható Kelet-Afrikától, Indonézián keresztül Dél-Japánig és Észak-Ausztráliáig.

## Megjelenése
Ez a halfaj legfeljebb 30 centiméter hosszú.

## Életmódja
A Tetrosomus reipublicae tengeri halfaj, amely a korallzátonyokon él. 180 méteres mélységbe is leúszik. Tápláléka fenéklakó gerinctelenekből áll. Az ivadék a nyílt tengeren sodródik.

## Felhasználása
Ezt a halat nem halásszák.
Mérgező halfaj!